# Красовський Петро Ілліч
Петро Ілліч Красовський (9 листопада 1925, Волиця — 10 червня 1966) — повний кавалер ордена Слави, в роки радянсько-німецької війни сапер 202 стрілецької дивізії Третього Білоруського фронту, рядовий.

## Біографія
Народився 9 листопада 1925 року в селі Волиця (нині Андрушівського району Житомирської області України) в родині селянина. Закінчив чотири класи місцевої школи.
Коли розпочалася радянсько-німецька війна опинився окупованій ворогом території. В листопаді 1943 року, коли радянські війська відвоювали Київ і вийшли з боями на лінію Івниця—Степок—Яроповичі, Петро Красовський, якому виповнилося 18 років, вирушив назустріч своїм і був мобілізований польовим військкоматом та направлений на двомісячні курси в місто Шуя Івановської області. Потім — в 202 стрілецьку дивізію, яка зайняла позиції і стояла в обороні протягом двох місяців під Смоленськом. В червні 1944 року 202 дивізія брала участь у штурмі німецького укріпленого вузла під Вітебськом. Петро Красовський у цей час служив у саперному батальйоні, який входив до складу III Білоруського фронту. За ратні подвиги під Вітебськом Петра Красовського нагородили орденом Слави III-го ступеня. 
Після відвоювання Білорусі саперний батальйон і 202 дивізія стояли в обороні уже на території Литви. В одній з операцій по розмінуванню Петра поранило. Після госпіталю знову потрапив в свою дивізію. За бойові подвиги, проявлені в боях за відвоювання Литви у фашистів, Петро Красовський нагороджений орденом Слави II ступеня. В цей час і став комуністом. Він також брав участь в боях за місто-фортецю Кенігсберг. Указом Президії Верховної Ради СРСР від 29 червня 1945 року рядовий Петро Красовський був нагороджений орденом Слави І ступеня. 

Погруддя в Андрушівці

Після розгрому фашистської Німеччини дивізія, в якій воював П. І. Красовський, зі Східної Пруссії була за 15 діб перекинута через Білорусь, Москву до Чити. У Монголії вступила в бій з кавалерійським корпусом японців, котрий був знищений. Японія капітулювала. 
В рідне село Петро Красовський повернувся в 1950 році, працював у колгоспі. З вересня 1951 року трудився експедитором, завідувачем складу, начальником охорони на Андрушівському цукрозаводі. Помер 10 червня 1966 року.
В місті Андрушівці, на Алеї Слави, встановлене погруддя Петра Красовського.